# سكيراء فورموزية
سكيراء فورموزية (الاسم العلمي:Schizosaccharomyces formosensis) هو نوع من الفطريات يتبع جنس السكيراء من الفصيلة السكيراوية.